# Argentinische Filmtage
Die Argentinischen Filmtage waren das größte argentinische Filmfestival in Deutschland und fanden seit 2007 jährlich in Leipzig statt. Gezeigt wurden argentinische Filme sowie Coproduktionen in Originalsprache mit Untertiteln. Bis zu 78 Filme wurden im Jahr 2009 in verschiedenen Sektionen präsentiert.
Träger des Festivals ist der Verein Sudaca e. V. Die Festivalleitung hat Diego Serra. Partner sind das argentinische Filminstitut INCAA und die argentinische Botschaft.

## 2007
Filme: "Cama adrentro" von Jorge Gaggero, "Bar el chino" von Daniel Burak, "Perro amarillo" von Javier Van de Couter, "La cruz del sur" von Pablo Reyero, "Habitación disponible" von E.Ponce/M.Burd/D.Gachassin, "Porno" von Homero Cirelli, "No tan nuestras" von Ramiro Longo, "Sommer" von Julio Iammarino, "Vida en Falcon", "Lo llevo en la sangre" von Pablo Perez, "Ladrones de la corona" von Nicolas Vetromile und "Album familiar" von Gonzálo Tobar.

## 2008
2008 wurde erstmals ein Jury- und ein Publikumspreis verliehen. Gewinner des Jurypreises war die uruguayisch-argentinische Coproduktion „La cáscara“ von Carlos Ameglio. Den Publikumspreis gewann der Film „XXY“ von Lucía Puenzo.

## 2009
Die Jury der 3. Argentinischen Filmtage entschied sich für den Langfilm "Leonera" von Pablo Trapero sowie die Kurzfilme "El empleo" von Santiago Bou Grasso und "Hoy no estoy" von Gustavo Taretto.
An zweit- und drittplatzierter Stelle im Wettbewerb um den besten Spielfilm behaupteten sich "Lluvia" von Paula Hernández sowie "La cámara oscura" der Regisseurin María Victoria Menis.
Das Publikumspreis gewann ebenfalls der Film "Leonera".

## 2010
Gewinner des Jurypreises war der Film "La invención de la carne" von Santiago Loza. Den Publikumspreis gewann der Film "La tigra, Chaco" von Federico Godfrid und Juan Sasaín. Den Jurypreis der Kurzfilm-Jury erhält der Film „Olimpíadas“ (2008) von Magalí Bayón.